# Seznam představitelů Ázerbájdžánu
Seznam představitelů Ázerbájdžánu zahrnuje všechny ázerbájdžánské prezidenty a předsedy vlády od vyhlášení republiky v roce 1990.

## Seznam ázerbájdžánských prezidentů
| Jméno           | Přijal funkci   | Opustil funkci  | Pozn.     |
| --------------- | --------------- | --------------- | --------- |
| Ajaz Mutalibov  | 18. května 1990 | 6. března 1992  |           |
| Jagub Mammedov  | 6. března 1992  | 14. května 1992 | úřadující |
| Ajaz Mutalibov  | 14. května 1992 | 18. května 1992 |           |
| Isa Gambarov    | 19. května 1992 | 16. června 1992 | úřadující |
| Abulfaz Elčibej | 16. června 1992 | 24. června 1993 |           |
| Hejdar Alijev   | 24. června 1993 | 31. října 2003  |           |
| Ilham Alijev    | 31. října 2003  | dosud           |           |

## Seznam ázerbájdžánských premiérů
| Jméno            | Přijal funkci     | Opustil funkci    | Pozn.                       |
| ---------------- | ----------------- | ----------------- | --------------------------- |
| Hasan Hasanov    | 25. ledna 1990    | 7. dubna 1992     |                             |
| Firuz Mustafajev | 7. dubna 1992     | 18. května 1992   | úřadující                   |
| Rahim Husejnov   | 18. května 1992   | 26. ledna 1993    |                             |
| Ali Masimov      | 26. ledna 1993    | 28. dubna 1993    |                             |
| Panakh Husejnov  | 28. dubna 1993    | 7. června 1993    |                             |
| Surat Husejnov   | 27. června 1993   | 6. října 1994     |                             |
| Fuad Gulijev     | 6. října 1994     | 20. července 1996 | úřadující do 2. května 1995 |
| Artur Rasizada   | 20. července 1996 | 4. srpna 2003     |                             |
| Ilham Alijev     | 4. srpna 2003     | 4. listopadu 2003 |                             |
| Artur Rasizada   | 4. listopadu 2003 | 21. dubna 2018    |                             |
| Novruz Mamedov   | 21. dubna 2018    | dosud             |                             |